# E.T. Adventure
E.T. Adventure è un percorso al buio situato agli Universal Studios Florida a Orlando, in Florida, ispirato all'omonimo film. Progettato dalla Universal Creative in collaborazione con la Sally Corporation e Steven Spielberg, è stato aperto al pubblico per la prima volta il 7 giugno 1990.
La stessa attrazione si trovava nei parchi a tema Universal Studios Hollywood e Universal Studios Japan, ma nel frattempo sono stati demoliti. E.T. Adventure agli Universal Studios Florida è ancora l'unica location in cui è possibile accedere al dark ride.
E.T. Adventure ricrea la scena dell'inseguimento in bicicletta del film del 1982, introducendo al contempo il pianeta natale di E.T., il Pianeta Verde, presente nel romanzo sequel E.T. Il libro del pianeta verde.

## Storia
Nel 1989, il successo dell'attrazione Earthquake: The Big One agli Universal Studios Hollywood portò gli ingegneri ad iniziare i lavori su una nuova attrazione basata sul film del 1982 E.T. l'extraterrestre e Spielberg, favorevolmente impressionato dal precedente lavoro svolto, acconsentì. Il vicepresidente e produttore esecutivo della Universal Peter Alexander ha lavorato a stretto contatto con Steven Spielberg e ha guidato la Universal Creative nella creazione di questa attrazione.
Dopo aver suggerito che la scena dell'inseguimento del film potesse trasformarsi in un viaggio attraverso il pianeta natale di E.T., il Pianeta Verde, a Spielberg piacque l'idea, ma sottolineò l'importanza di mantenere la storia personale, dicendo che gli ospiti dovrebbero avere un "momento personale" con E.T. e che il Pianeta Verde dovrebbe essere un luogo amichevole.
Su consiglio di Spielberg, le scene raffiguranti il Pianeta Verde furono progettate per essere sia aliene che amichevoli. L'ispirazione è stata tratta da E.T. Il libro del pianeta verde, un romanzo di William Kotzwinkle del 1985 che funge da seguito del film. Peter Alexander ricordò le sue esperienze infantili con le barriere coralline al largo della costa della California, che ricordava avevano l'aspetto di un "paesaggio alieno", e la ricerca sulle piante sottomarine è stata condotta e utilizzata dai direttori artistici anche per aiutare nella progettazione delle piante. La Sally Corporation è stata coinvolta per assistere, progettare e produrre oltre 300 animatronici e impianti.

## Incidenti
Il 17 febbraio 1992, una bambina di 9 anni si mise davanti a una piattaforma mobile della giostra, ferendosi a una gamba.
Il 15 ottobre 1996, un uomo di 28 anni di Casselberry (Florida) rimase ferito cadendo da un'altezza di circa 3 metri dalla piattaforma della giostra mentre cercava di salire sul veicolo. Fu portato e curato all'Orlando Regional Medical Center.
Il 31 gennaio 2019, un ragazzo di 11 anni in visita dal Brasile finì con un piede incastrato tra l'area di scarico di cemento e un veicolo, fratturandosi diverse ossa. La madre del ragazzo intentò una causa chiedendo 15.000 dollari di risarcimento danni. A causa di questo incidente, il personale dell'attrazione dovette modificare le procedure operative.